# Kraftwerk Simmering

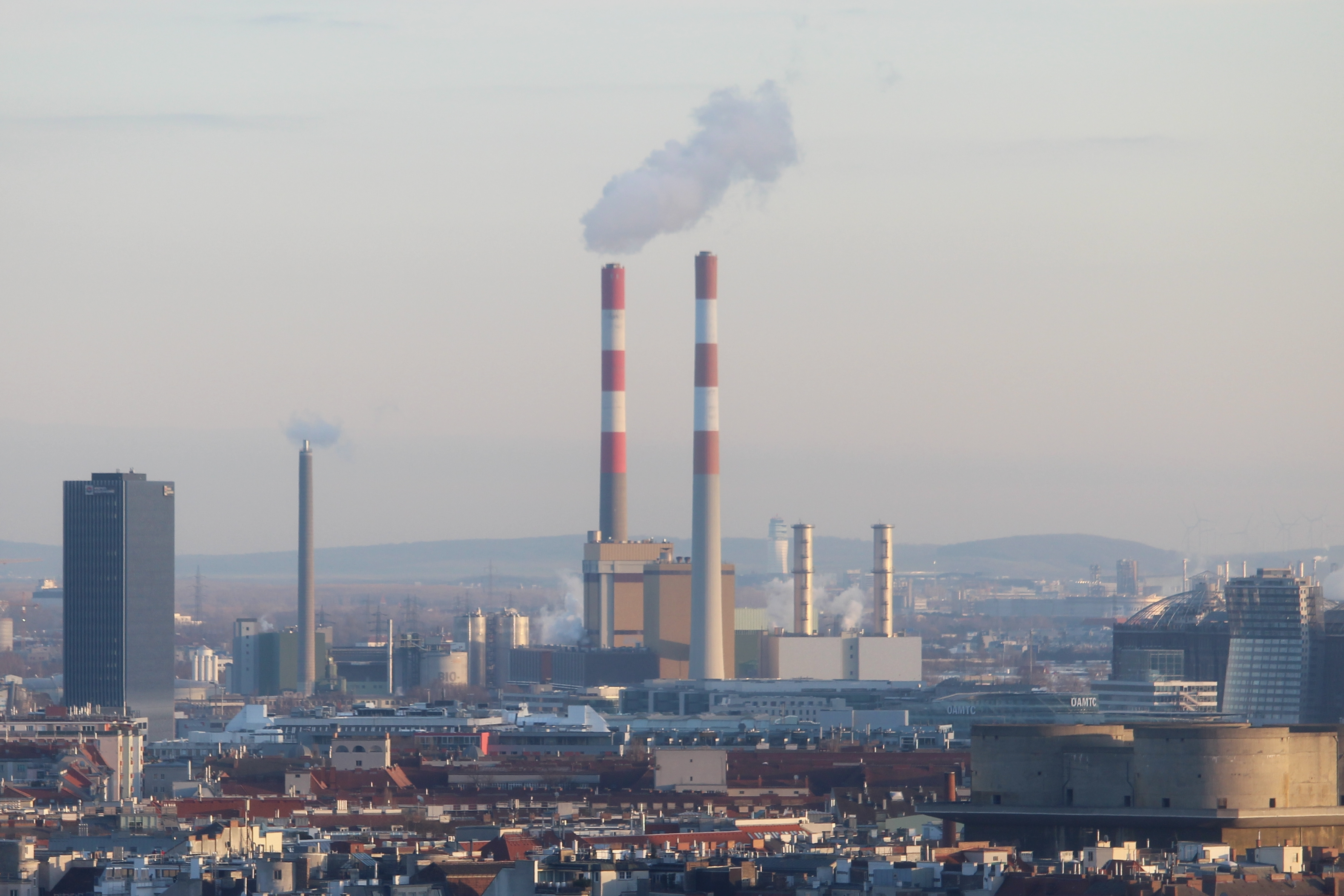
Kraftwerk Simmering im Jahr 2017

Das Kraftwerk Simmering ist – insgesamt – das größte Kraftwerk in Österreich und dient der Bereitstellung von elektrischer Energie und Fernwärme. Es befindet sich im 11. Wiener Gemeindebezirk Simmering und wird von der Wien Energie betrieben. Das Kraftwerk ist ein so genanntes Heizkraftwerk, welches aus mehreren unabhängigen Kraftwerksblöcken besteht, welche mit verschiedenen primären Energieträgern wie Erdgas, Heizöl und Biomasse befeuert werden können. Unter Volllast kann es ca. 50 % des Wiener Strombedarfs decken. Auf dem Areal befindet sich weiters das Umspannwerk Simmering. Das Kraftwerk zählt mit einem jährlichen Ausstoß von 817 246 t CO2-Äquivalenten (2018) zu den größten Verursachern von Treibhausgasen in Österreich.
Das Kraftwerk Simmering ist durch Stromerzeugungsaggregate für den Eigenbedarf mittels Dieselmotoren auch nach einem kompletten Stromausfall schwarzstartfähig.

## Geschichte

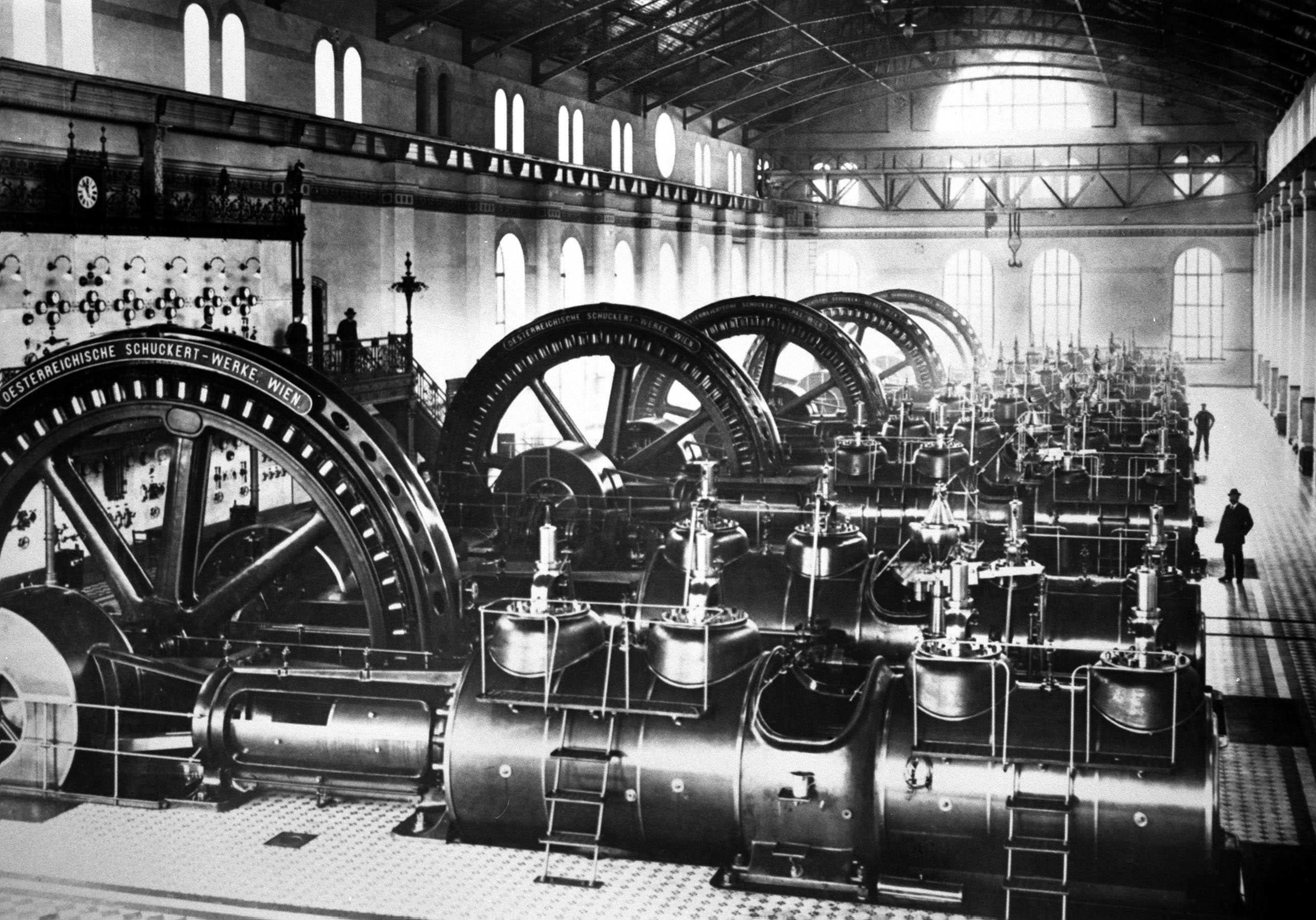
Maschinenhalle 1, mit fünf liegenden Dampfmaschinen auf Generatoren mit großem Durchmesser wirkend (1912)

Unter Bürgermeister Karl Lueger fand die Kommunalisierung der Wiener Elektrizitätsversorgung statt. Aufgrund eines Gemeinderatsbeschlusses vom 11. Mai 1900 zur Erbauung eines Kraftwerks in Simmering „zur Abgabe von Strom für den Betrieb der elektrischen Straßenbahnen und zur Abgabe von Licht und Kraftstrom“ entstand das erste große Wiener Dampf- bzw. Heizkraftwerk (damals dem Unternehmen „Gemeinde Wien – Städtisches Elektricitätswerk“ zugehörig). Das Sammelschienenkraftwerk bestehend aus den zwei zusammengehörigen Blöcken 1 und 2 wurde knapp zwei Jahre später in Betrieb genommen. Im April 1902 lieferte das „Bahnwerk“ erstmals Strom für die Wiener Straßenbahnen, ab September 1902 wurden durch das „Lichtwerk“ nun auch Haushalte mit Strom versorgt. 1906 wurde die ersten beiden Turbosätze in Betrieb genommen. Im Jahr 1913 besaß das Kraftwerk 68 Wasserrohrkessel, welche Dampf für 10 liegende Kolbendampfmaschinen mit zusammen 30.000 PS mechanische Leistung und neun Dampfturbinen mit 84.500 PS erzeugten. Das insgesamt 76.000 Kilowatt leistende Kraftwerk Drehstrom mit 5000 Volt Spannung zur Verteilung ab, zur Umspannung waren allein in Simmering sechs Umformer mit 1220 Kilowatt und 19 Transformatoren mit zusammen 3098 Kilowatt Leistung vorhanden. Für die Befeuerung der Kessel wurde zunächst Kohle, ab 1920 Rohöl und ab 1934/1935 auch Erdgas eingesetzt. Das Kraftwerk lieferte bis 1945 sowohl Gleich- als auch Wechselstrom für die Strecken der Pressburger Bahn, die unmittelbar am Kraftwerk vorbei führte.
Gegen Ende des Zweiten Weltkrieges wurde das Kraftwerk durch Bomben- und Artillerieangriffe schwer beschädigt, trotzdem musste im April 1945 nur für rund zehn Tage der Betrieb eingestellt werden. Die Schäden waren jedoch verheerend, im Jahr 1956 waren erst 75 % des Kraftwerkes wieder voll in Betrieb. 1947 erhielt das Kraftwerk im Zuge des Wiederaufbaus den mit 32.000 kVA bis dahin stärksten in Europa gebauten Transformator von der Firma ELIN. Zu dieser Zeit waren jedoch die Zuteilung von Brennstoffen für das Kraftwerk durch die Willkür der Besatzungsmächte und der allgemein schlechten Versorgungslage dermaßen unsicher und kurzfristig, dass es oft zu Stromabschaltungen kam. In der Nachkriegszeit wurde Block 2 stillgelegt und demontiert, Block 1 von 1959 bis 1964 jedoch ausgebaut. Zusätzlich wurden wegen des steigenden Strombedarfs die Kraftwerksblöcke Block 3 (1962), Block 4 (1964), Block 5 (1967) und Block 6 (1970) errichtet. In den 1960er Jahren wurde zur Besseren Rohstoffversorgung eine direkte Ölpipeline zwischen der Raffinerie Schwechat und dem Kraftwerk Simmering gebaut, der Block 1 wurde 1977 stillgelegt.
Ab 1977/78 wurde durch den neuen Kombiblock 1/2 erstmals auch Fernwärme geliefert. Die älteren Blöcke 3 und 6 wurden 1992 stillgelegt und die Kraftwerksblöcke 4 und 5 folgten zwischen 1993 und 1997. Am Areal des Kraftwerkes wurde der neue Kraftwerksblock 3 errichtet. Mit dem Abriss von Block 5 und 6 wurde Ende Juli 2009 begonnen. Für den etwa 200 Meter hohen Schlot von Block 6 wurde ein ferngesteuerter Bagger verwendet, der sich an den Innenwänden des Schlots verspreizt, von einer Plattform an der Außenseite ferngelenkt wird und den Rauchfang von oben „abknabbert“. Der Schutt fiel dabei innen nach unten, geplant war, dass in etwa 100 Tagen der Schlot auf diese Weise abgetragen sein sollte. Eine Sprengung des Schlots war nicht möglich, weil nicht genug freier Fallraum zur Verfügung stand. Danach sollte der zweite Rauchfang auf dieselbe Art abgerissen und die Kraftwerksblöcke 5 und 6 werden ebenfalls abgetragen werden. Ab 2010 sollte auf dem Areal der neue Block 4 errichtet werden, was aber bis dato aufgrund der unsicheren Marktlage nicht geschehen ist.
Seit 2009 versorgt das Kraftwerk Simmering insgesamt rund 730.000 Haushalte und 7000 Geschäftskunden mit Strom. Das Kraftwerk hat einen Wirkungsgrad von 81 Prozent. Aufgrund der weltweiten Corona-Pandemie begaben sich Anfang 2022 einige Mitarbeiter der Wien Energie erneut in Isolation im Kraftwerk, um die Stromversorgung sicherzustellen.

## Aktive Kraftwerksblöcke

### Block 1 und 2
Bis zum Herbst 2008 wurde das Blockkraftwerk 2, das zuvor aus der Gasturbine 2 bestand, als Kombiblock 1/2 modernisiert. Er wurde um zwei neu errichtete Gasturbinen sowie eine Dampfturbine erweitert. Die unter dem Titel „Repowering BKW 1/2“ durchgeführte Modernisierung wurde durch die Inbetriebnahme der Gesamtanlage Mai 2009 abgeschlossen. Block 2 dient nach Überarbeitung als Reserveblock und zur Abdeckung von Spitzenlast. Die Umbauarbeiten wurden durch Investitionsförderungen gemäß § 24 ff. Ökostromgesetz 2002 gefördert.
Der umgebaute  Block 1, jetzt SIM 1 besteht aus zwei neuen Gasturbinen 41 und 42 mit Abhitzekessel und der vorhandenen Dampfturbine 1 (jetzt 40). Die Leistung  beträgt maximal 700 MW elektrisch und thermisch 450 MW für die Fernwärmeauskopplung. Block 2 dient als Reserveblock mit einer maximalen elektrischen Leistung von 60 MW und thermisch  150 MW. Über drei Blocktransformatoren 21/400 kV  erfolgt der direkte Anschluss an die 400-kV-Ebene im benachbarten Umspannwerk von SIM 1. Über einen Blocktrafo 10,5/110 kV erfolgt der Anschluss von Block 2 an die 110-kV-Ebene des Umspannwerkes. Der Kamin des Blocks 2 ist 200 m hoch und konisch. Für 2022 ist die Außerbetriebnahme des Blocks 2 aufgrund der erreichten Lebensdauer der Gasturbine geplant.

Block 1/2
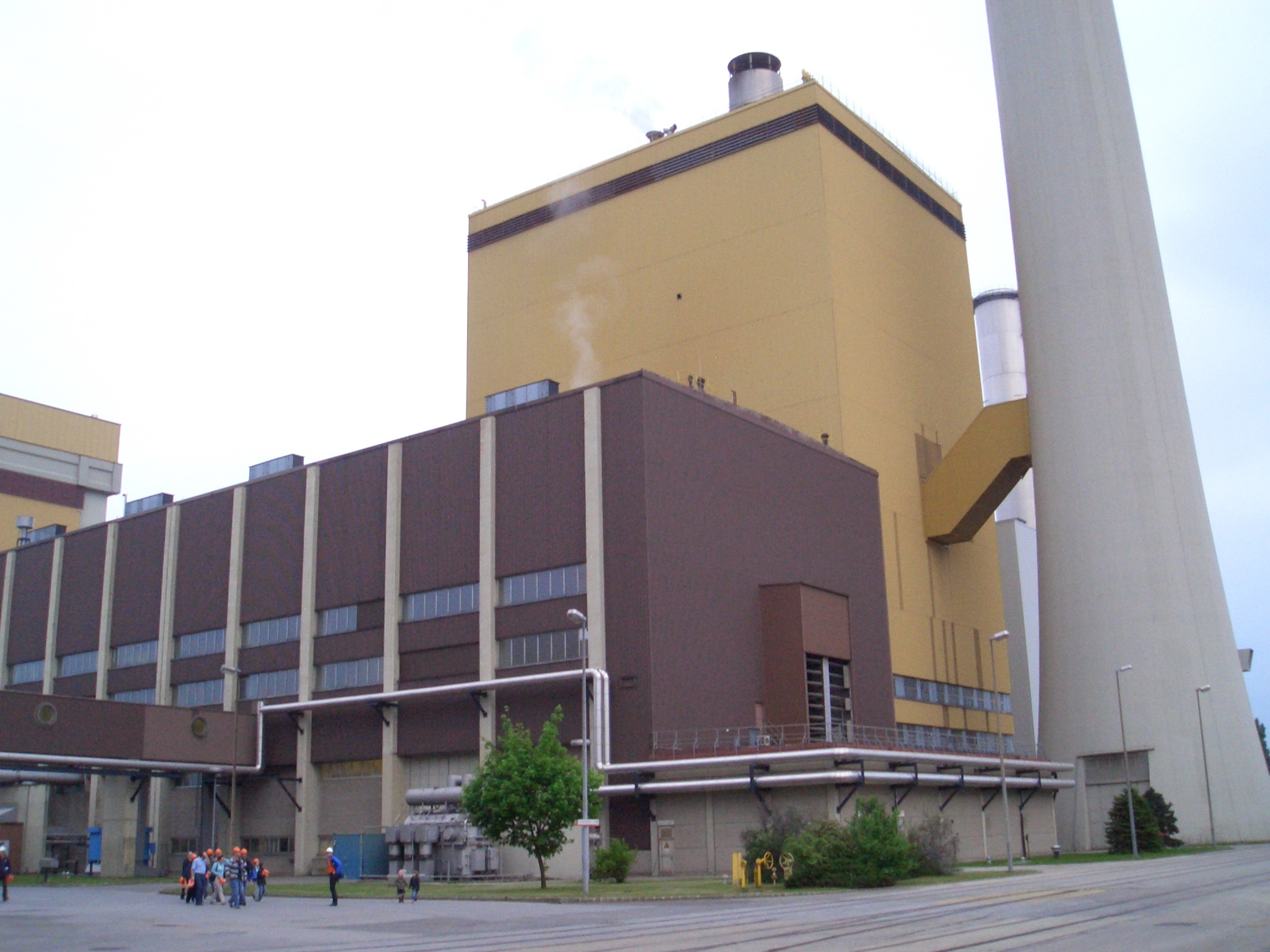
Block 2, dahinter Schornstein von Block 1 erkennbar

### Block 3
Der Block 3 ist der älteste derzeit in Betrieb befindliche Block und als Gas- und Dampfkraftwerk ausgeführt. Der Block konnte als einziger Block der Anlage sowohl mit Erdgas als auch mit Heizöl schwer befeuert werden. Aktuell (2022) wäre das nur noch „mit erheblichen Umrüstungen“ möglich. Zur Abgasreinigung stand eine Rauchgasentschwefelung, welche pro Stunde 7 t Gips produziert, zur Verfügung.
Die Leistung beträgt im Kondensationsbetrieb maximal 440 MW elektrisch und bei Fernwärmeauskopplung elektrisch maximal 380 MW und 200 MW thermisch. Über drei Blocktransformatoren erfolgt der direkte Anschluss an die 400-kV-Ebene im benachbarten Umspannwerk. Der Kamin des Blocks 3 ist 200 Meter hoch.

Block 3
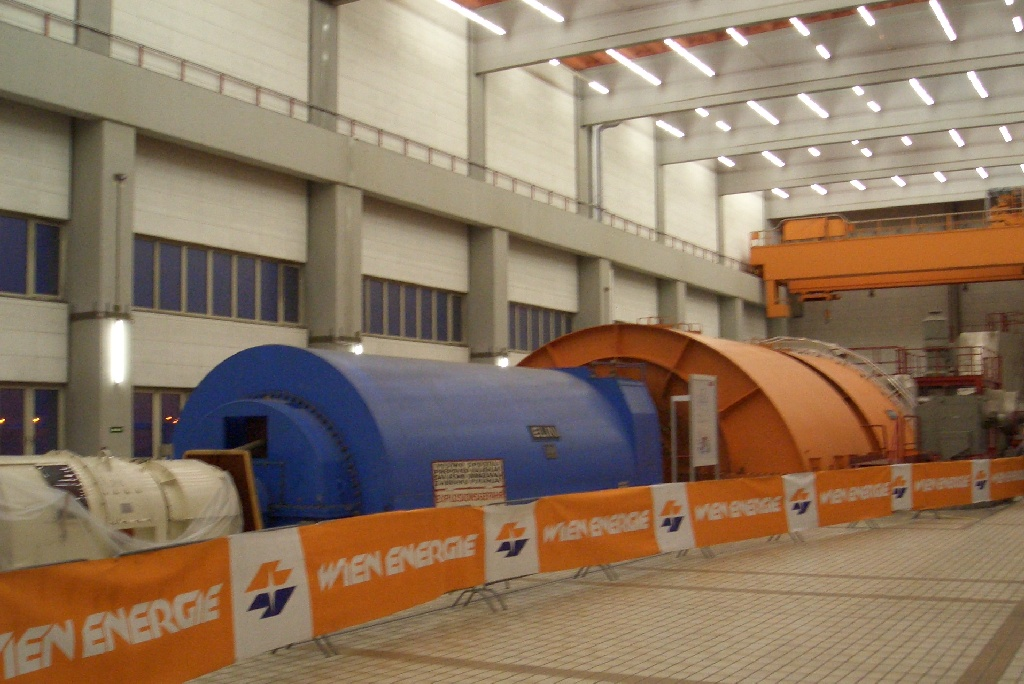
Turbosatz mit Dampfturbine, in Revision
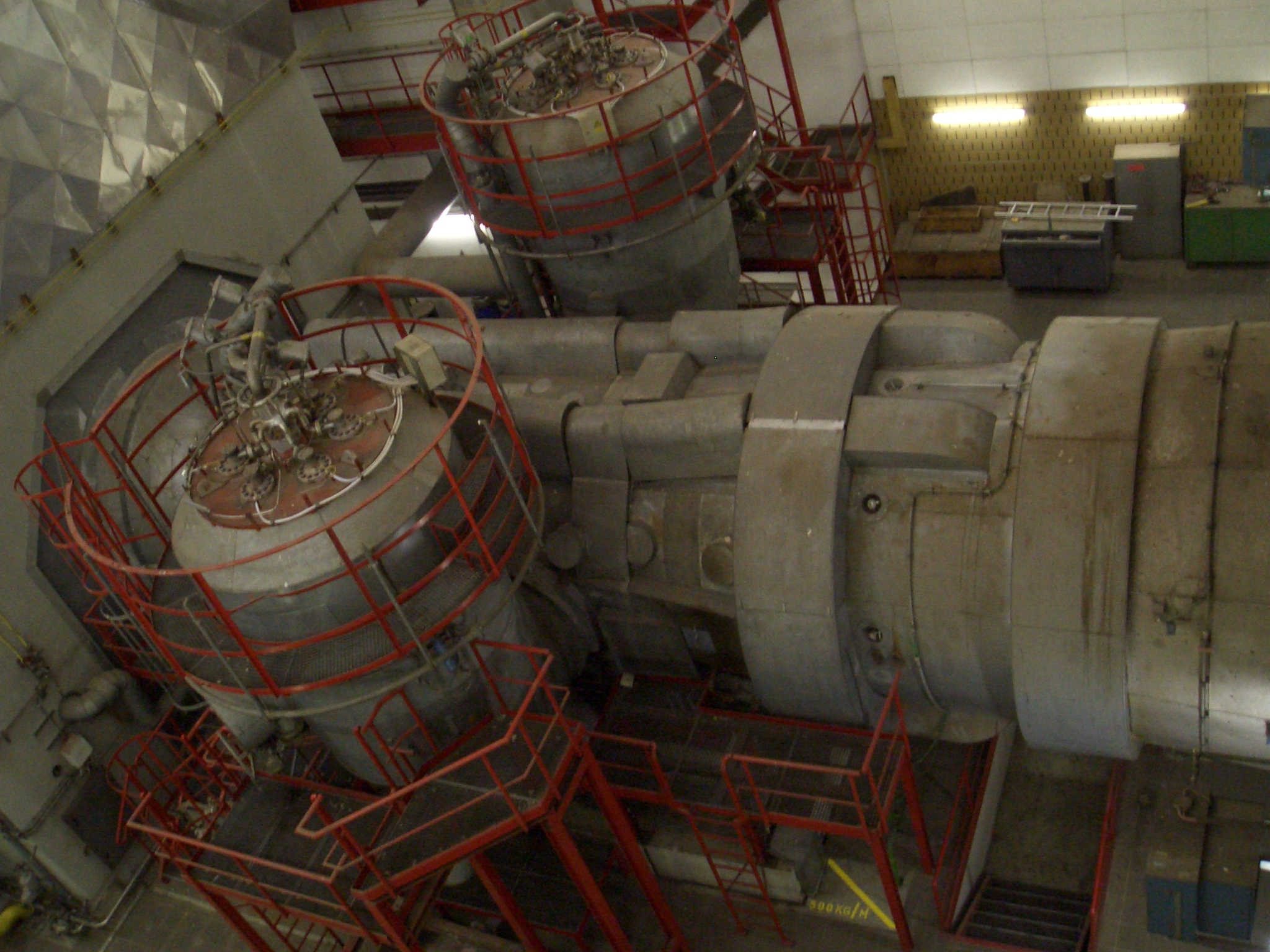
Gasturbine

### Block 4 (Entwurf)
Der Errichtung von Block 4 war auf dem Gelände des ehemaligen Block 5 und Block 6 geplant. Er war als GuD projektiert und sollte im Kondensationsbetrieb eine maximale elektrische Leistung von 450 MW und bei Betrieb mit Fernwärmeauskopplung eine maximale elektrische Leistung von 410 MW und einer 200 MW Fernwärme liefern können. Nach momentanem Kenntnisstand ist die Realisierung von Block 4 unter den aktuellen Marktbedingungen nicht beabsichtigt.

## Biomassekraftwerk
Am 20. Oktober 2006 wurde das bis dahin größte Biomassekraftwerk Europas als eigenständiger Block in Betrieb genommen. Es werden darin primäre Holzabfälle (Waldhackgut) verbrannt. Bei gleichzeitiger Abgabe von 37 MW Fernwärme kann es 16 MW an elektrischer Leistung liefern, im Kondensationsbetrieb ohne Fernwärmeabgabe beträgt die maximale elektrische Leistung 24,5 MW. Die Dampfturbine, eine Siemens SST-400, arbeitet mit Zwischenüberhitzung und mit ihr erreicht dieser Block im Sommer, beim reinen Kondensationsbetrieb ohne Heizdampfauskopplung, einen elektrischen Wirkungsgrad von 36 %.
Dieser Kraftwerksblock erzeugt Strom (und Fernwärme) aus der erneuerbaren Energiequelle Holz. Sein im Vergleich zu Öl- und Gasblöcken mit ähnlichem Platzbedarf viel geringere Ausbeute liegt am geringeren Heizwert von Holz, einer komplizierteren Verfeuerung – in zirkulierender Wirbelschicht mit Quarzsand, und einem höheren Ascheanteil, der abgeschieden werden muss. Der zylindrische Schlot des Biomassekraftwerks ist 120 Meter hoch und aus Stahlbetonringen.
2013 wurde Europas erster Hochdruck-Hochtemperatur-Speicher für Wärme in Form von zwei 45 m hohen Tanks errichtet, in die typisch 2200 Stunden im Jahr Wärme (145.000 MWh) eingespeichert und ebenso lang entnommen werden kann, um das Anfahren von typisch gasbetriebenen Spitzenlastkesseln zu ersetzen. An der Tankdecke beträgt der Druck 6 bar, am Boden 10 bar, die Höchsttemperatur des Wassers beträgt 150 °C. Mit einem Investment von 20 Mio. Euro wird die Möglichkeit geschaffen, einen höheren Anteil des Fernwärmebedarfs CO2-neutral aus Holz zu erzeugen.

### Stillstand 2019
Im August 2019 wurde der Betrieb des Kraftwerks vorerst eingestellt, weil vom Bund her keine Förderung mehr für das Verbrennen von Biomasse floss. Die damalige türkis-blaue Regierung hatte keine Nachfolgeregelung des Ökostromgesetzes für feste Biomasse beschlossen und war zurückgetreten. Eine Nachfolgeregelung per Wiener Landesgesetz war in Vorbereitung, sodass eine Wiederinbetriebnahme per Jahresbeginn 2020 möglich erschien. Holzabfälle aus nahen Wäldern gibt es als Brennstoff zwar genug, ein Betrieb ohne Förderung ist allerdings nicht wirtschaftlich. Im Februar 2020 wurde das Kraftwerk wieder in Betrieb genommen.

Biomassekraftwerk
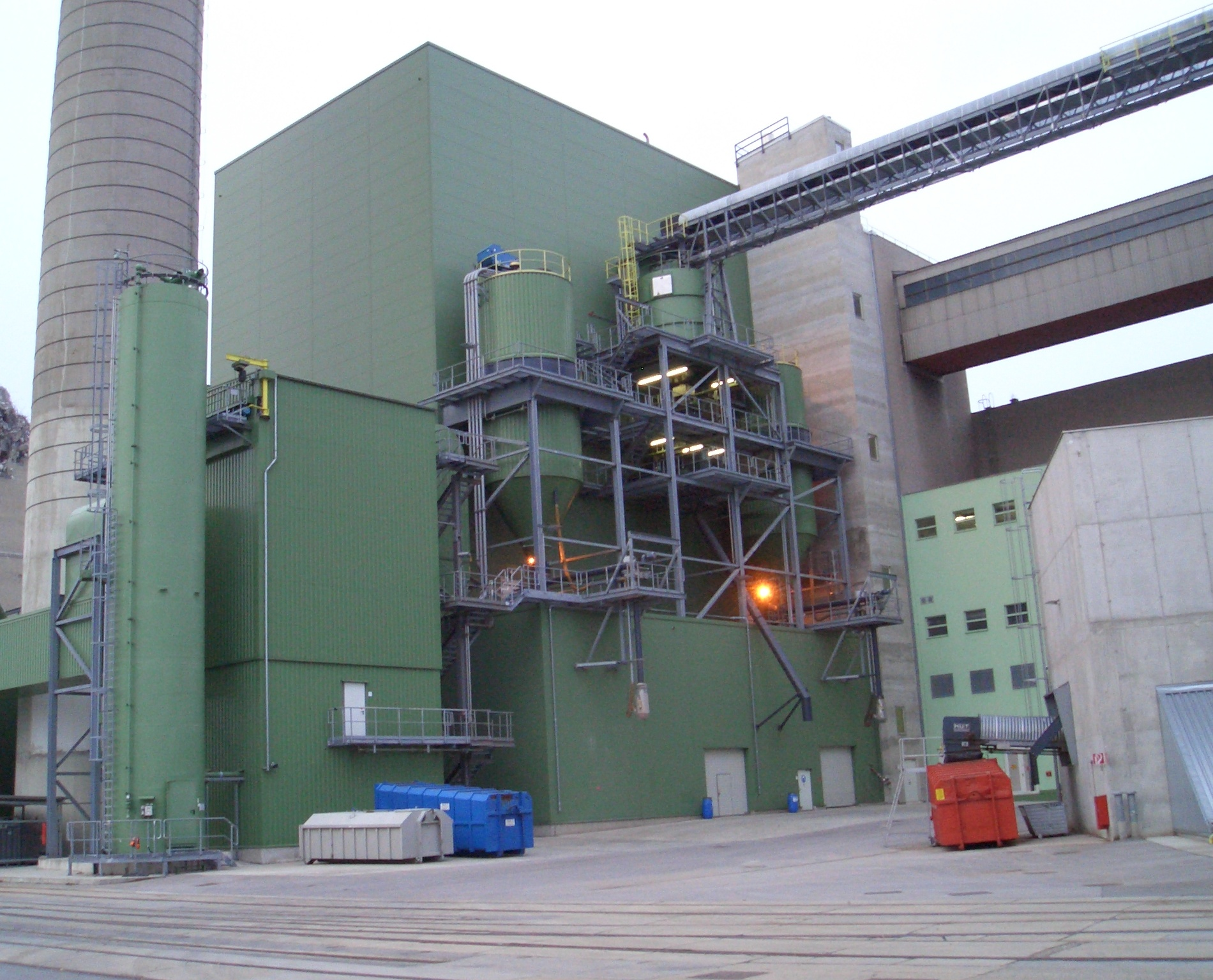
Biomassekraftwerk von außen
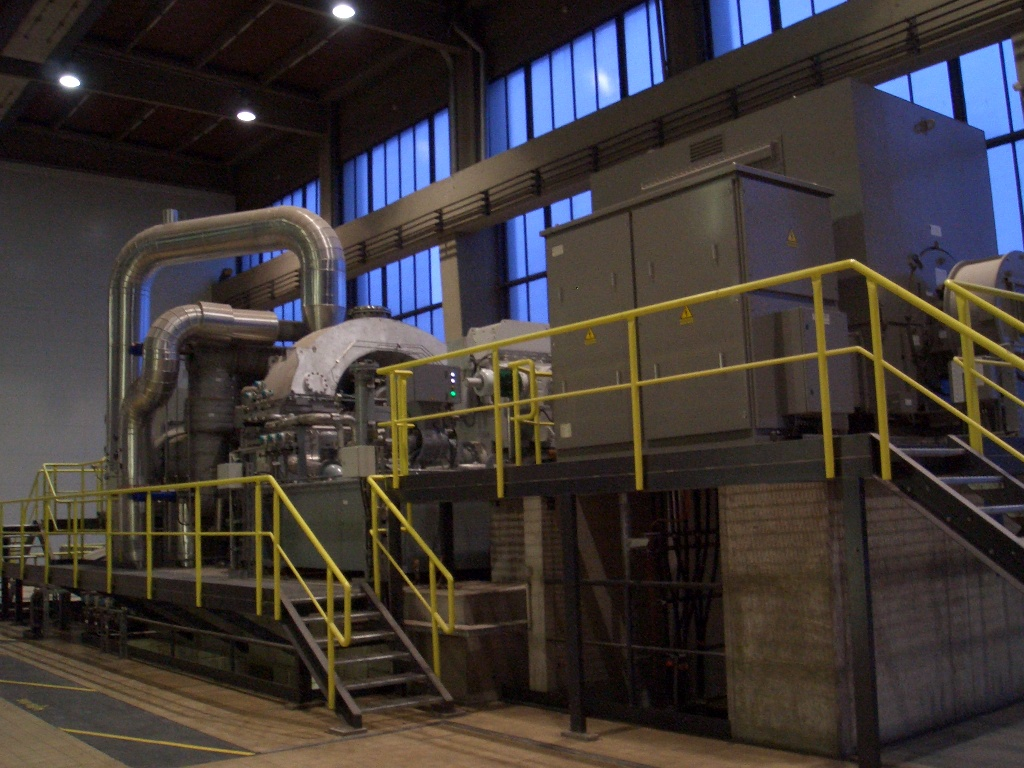
Dampfturbine (links) und elektrischer Generator (rechts)

## Auslaufturbine des Kraftwerks Simmering

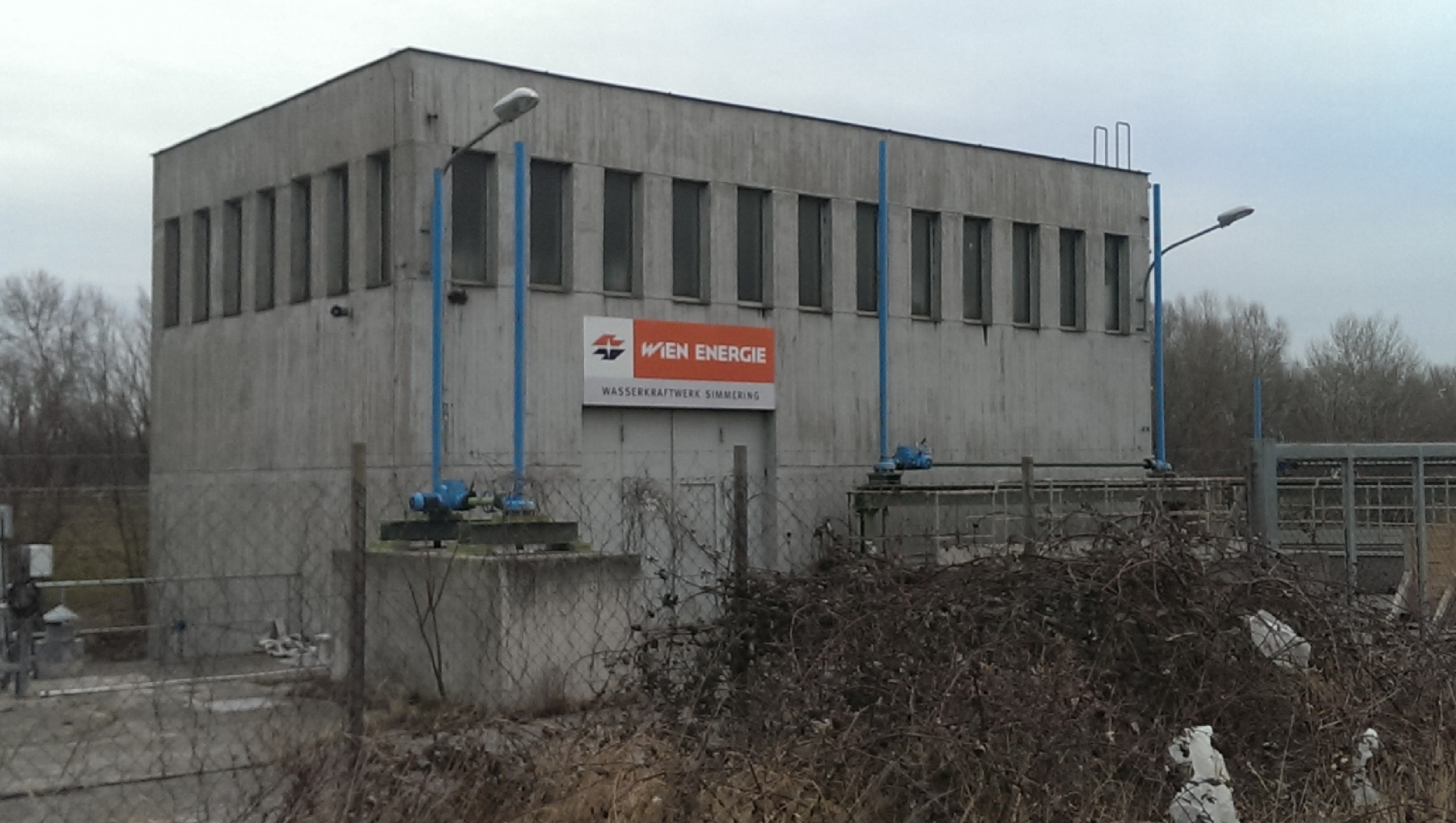
Maschinenhaus der Auslaufturbine – „Wasserkraftwerk Simmering“

Das Krafthaus der Auslaufturbine des Kraftwerks Simmering liegt baulich vom Kraftwerk getrennt zwischen dem Donaukanal und der Richtung Ungarn führenden Richtungsfahrbahn der Ost Autobahn sowie der Simmeringer Lände. Mit dem „Stammhaus“ ist es über eine nicht-öffentliche Fußgängerbrücke verbunden.
Das 1964 errichtete, 14 × 8 Meter große und flachgedeckte Maschinenhaus beherbergt eine von der Maschinenfabrik Andritz Actiengesellschaft hergestellte Kaplan-Turbine mit einer Leistung von 553 Kilowatt. Genutzt wird ein Teil des Kühlwasserrücklaufes der Blockkraftwerke 1, 2 und 3 in den Donaukanal und gewinnt einen Teil der zuvor erbrachten Pumpleistung wieder zurück.

## Umspannwerk

400-kV-Netz in Wien und Verbindung zum Umspannwerk Simmering

Das Umspannwerk Simmering besteht in geschlossener Bauweise aus einer 400-kV- und 110-kV-Ebene. Die Schaltanlagen sind in kompakter Bauweise als gasisolierte Schaltanlagen ausgeführt. Die 110-kV-SF6-Schaltanlage wurde im Oktober 2008 in Betrieb genommen und ist im Verteilernetz der Wiener Netze die größte gasisolierte Schaltanlage. Über die 110-kV-Ebene werden mehrere Unterwerke versorgt. Das Umspannwerk wird im Normalbetrieb, so wie alle Umspannwerke der Wiener Netze, vom Lastverteiler aus dem „Smart Campus“ der Wiener Netze ferngesteuert.
Am Gelände des Umspannwerks befinden sich mehrere Leistungstransformatoren zur Anspeisung der mit 10 kV betriebenen Mittelspannungsebene, zwei Petersen-Spulen zur Erdschlusskompensation und 4 Kuppeltransformatoren zur 400-kV-Ebene. Die 400-kV-Ebene, mit der bis auf das Biomassekraftwerk alle Kraftwerksblöcke verbunden sind, besitzt zur besseren Energieverteilung im Stadtgebiet eine 400-kV-Erdkabelverbindung quer durch Wien zu dem im Westen in Ottakring gelegenen Umspannwerk Kendlerstraße und von dort zum Umspannwerk Süd (Wien).

110-kV-SF6-Schaltanlage
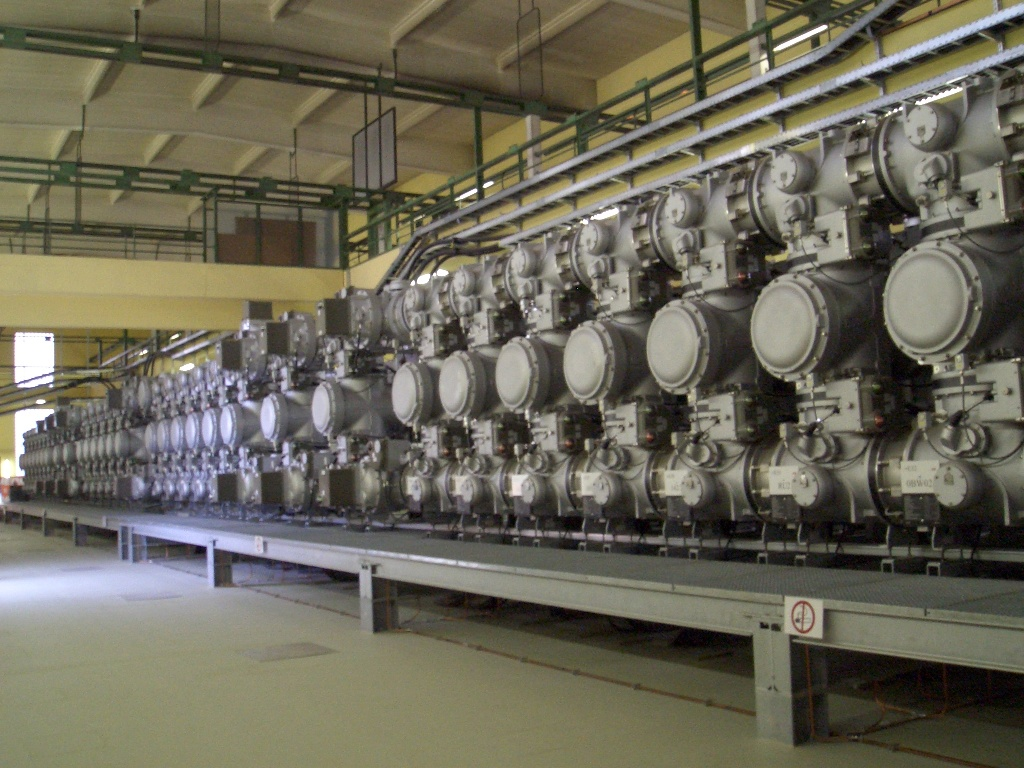
In den beiden horizontalen Röhren sind die beiden Sammelschienen für je drei mal 110 kV untergebracht. Die Elemente jeweils in der Mitte sind Trenner.
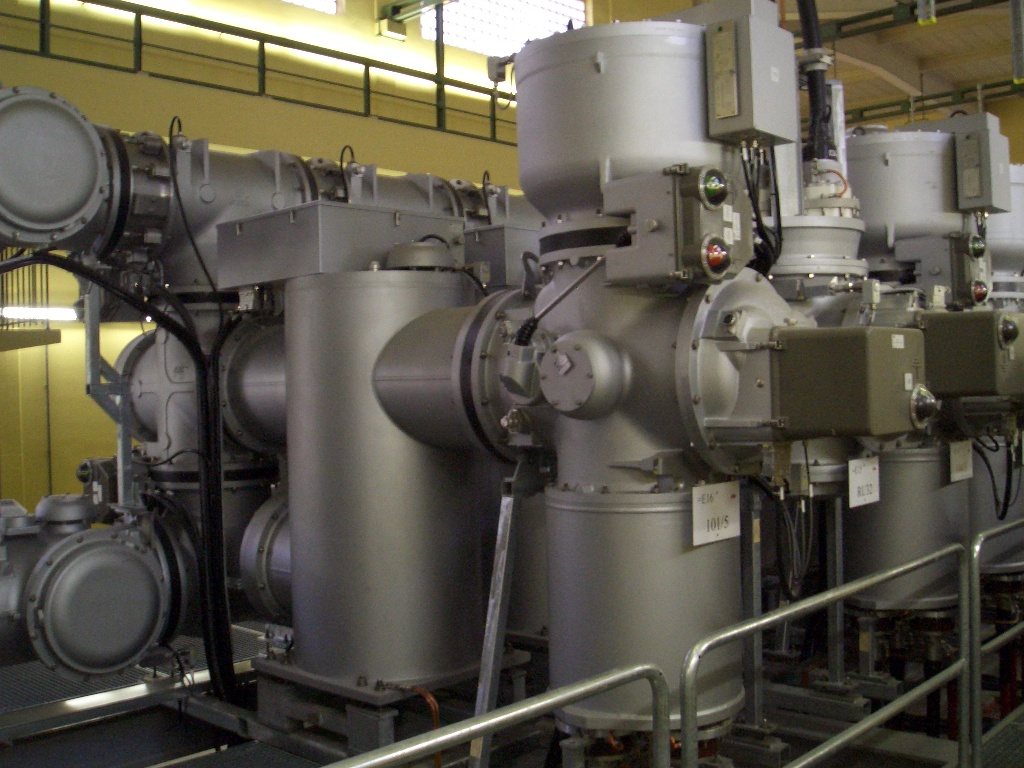
Detailaufnahme eines Elementes von hinten. In der Bildmitte im vertikalen Zylinder der Leistungsschalter, rechts Abgangstrenner. Dahinter die beiden horizontal verlaufenden Sammelschienen und dazwischen die Sammelschienentrenner.

## Vorfall Tauchereinsatz 2025
Am Freitag, 4. April 2025 erledigte ein 32-jähriger Berufstaucher Reparaturarbeiten in einem Wasserbecken des Kraftwerks. Um 15h45 MESZ ging die Telekommunikationsverbindung („Funkverbindung“?) zum in mehreren Meter Tiefe arbeitenden Taucher verloren. Mittels einer Sicherheitsvorrichtung und mit Unterstützung eines zweiten Tauchers wurde er aus dem Wasser geholt. Er war leblos und konnte nicht reanimiert werden.